# Perryville (Missouri)
Perryville è un comune degli Stati Uniti d'America, situato nello Stato del Missouri, nella contea di Perry, della quale è il capoluogo.